# Винспиер, Роберт Антонович
Роберт Антонович Винспиер (1784—1846) — генерал-лейтенант (16.04.1841) русской императорской армии, герой Наполеоновских войн, отличился в ходе штурма Парижа в 1814 году.

## Биография
Родился в 1784 году в семье дворян-выходцев из Ирландии, по религиозным соображениям перебравшейся в Неаполь. В 1796 году Винспиер был принят кадетом на неаполитанскую военную службу в свиту короля Фердинанда. Принимал участие во второй коалиционной войне, находился в сражении 5—6 января 1799 года при Капуе.
В 1802 году он был принят на российскую военную службу из неаполитанской подпоручиком в артиллерию.
В 1805 году он в рядах русской армии совершил поход в Австрию. В 1806—1812 годах принимал участие в русско-турецкой войне и в 1810 году был награждён золотым крестом за Базарджик. В 1811 году произведён в подполковники.

По окончании войны с турками он в рядах армии Чичагова сражался с войсками Наполеона, в 1812 году за отличия получил орден Святой Анны 2-й степени, в начале 1813 года — орден Святого Владимира 3-й степени. 11 июля 1813 года он был награждён орденом Святого Георгия 4-й степени
За отличие в сражении с французами под Вязьмою.
После изгнания французов из России Винспиер принял участие в Заграничном походе и также неоднократно отличился, за что ему 22 января 1814 года была пожалована золотая шпага с надписью «За храбрость», также он получил шведский орден Меча и прусский орден Pour le Mérite. 31 августа 1814 года он был награждён орденом Святого Георгия 3-й степени (№ 378 по кавалерским спискам)
В ознаменовании отличной храбрости и мужества, оказанных в сражении при Париже 18 марта 1814 года.
В 1814 году получил чин полковника 10-й артиллерийской бригады.
По окончании Наполеоновских войн Винспиер был назначен адъютантом великого князя Михаила Павловича. В 1822 году уволен в отпуск за границу для поправления здоровья. По возвращении на службу был состоять при российской миссии в Риме и 2 октября 1827 года произведён в генерал-майоры. 16 апреля 1841 года получил чин генерал-лейтенанта. Среди прочих наград он имел французский орден Почётного легиона, пожалованный ему в 1818 году.
Скончался в 1846 году.

## Награды
Российские:
- Орден Святой Анны 2-й степени (19.12.1812)
- Орден Святого Георгия 4-й степени (11.07.1813)
- Орден Святого Владимира 3-й степени (06.10.1813)
- Золотая шпага с надписью "За храбрость" (22.01.1814)
- Орден Святого Георгия 3-й степени (31.08.1814)
- Алмазные знаки к ордену Святой Анны 2-й степени (21.08.1816)
- Знак отличия беспорочной службы за XXX лет (22.08.1833)
- Знак отличия беспорочной службы за XXXV лет (22.08.1840)

Иностранные:
- Шведский орден Меча (1813)
- Прусский орден Pour le Merite (1814)
- Французский орден Почётного легиона 3-го класса (1818)